# Chiesa di Saint-Pierre-de-Montrouge
La chiesa di San Pietro di Montrouge (in francese: église Saint-Pierre-de-Montrouge) è un luogo di culto cattolico di Parigi situato nel quartiere del Petit-Montrouge, nel XIV arrondissement, sede dell'omonima parrocchia retta dal clero dell'arcidiocesi di Parigi.
La chiesa si trova nei pressi della stazione della metropolitana Alésia sulla linea 4.

## Storia
Il quartiere del Petit-Montrouge, che prende il nome dal comune adiacente del quale fece parte fino al 1860, venne edificato a partire dal 1830. Nel 1847 venne costituita la prima parrocchia cattolica del quartiere la cui chiesa, situata tra rue Thibaud e passage Rimbaut, si rivelò presto insufficiente per il crescente numero di fedeli tanto che, nel 1854, l'amministrazione comunale acquistò un terreno per l'edificazione di un più ampio edificio di culto, mai realizzato.
Nell'ambito della trasformazione di Parigi sotto il Secondo Impero operata dal Barone Haussmann, nel 1860 venne individuato il luogo per la costruzione del nuovo edificio all'incrocio tra avenue du Maine, avenue de Châtillon, avenue de Montrouge e la route d'Orléans, denominato Quatre-Chemins, in una posizione di maggior rilievo rispetto a quella del 1854, che fu definitivamente accantonata; il progetto venne affidato a Émile Vaudremer, architetto del XIV arrondissement; il costo previsto, ad eccezione del terreno, era di 2,28 milioni di franchi, mentre la spesa effettiva fu di 1,88 milioni. I lavori iniziarono nel 1863 e, completate le opere murarie ad eccezione della parte apicale del campanile, proseguirono per altri due anni relativamente all'apparato decorativo e al mobilio interno; furono portati a termine tra il 1872 e il 1879, dopo l'interruzione per la guerra franco-prussiana (nel corso della quale l'edificio venne adibito ad ospedale) e la Comune del 1871. Durante quest'ultima la chiesa fu occupata dai rivoluzionari: il 30 aprile, infatti, le navate divennero sede del club de Montrouge mentre il capocroce, separato dal resto della chiesa tramite un tramezzo, rimase in uso alla parrocchia; la convivenza tra le due realtà risultò difficoltosa tanto che dal 9 maggio le celebrazioni religiose si spostarono in un'abitazione privata in rue d'Alésia; inoltre, a causa dell'installazione di un cannone sul campanile il 22 maggio, quest'ultimo venne ripetutamente bombardato dalle truppe regolari. L'occupazione dell'edificio terminò insieme alla Comune, il 28 maggio. La chiesa, per quanto aperta al culto dal 21 aprile 1867, venne dedicata soltanto il 13 febbraio 1923 dall'arcivescovo di Parigi cardinale Louis-Ernest Dubois.
La chiesa, che già nel 1874 era stata raffigurata su una medaglia commemorativa realizzata da Charles Degeorge e coniata dalla città di Parigi, il 12 luglio 1982 è stata dichiarata monumento storico di Francia.

## Descrizione

### Architettura

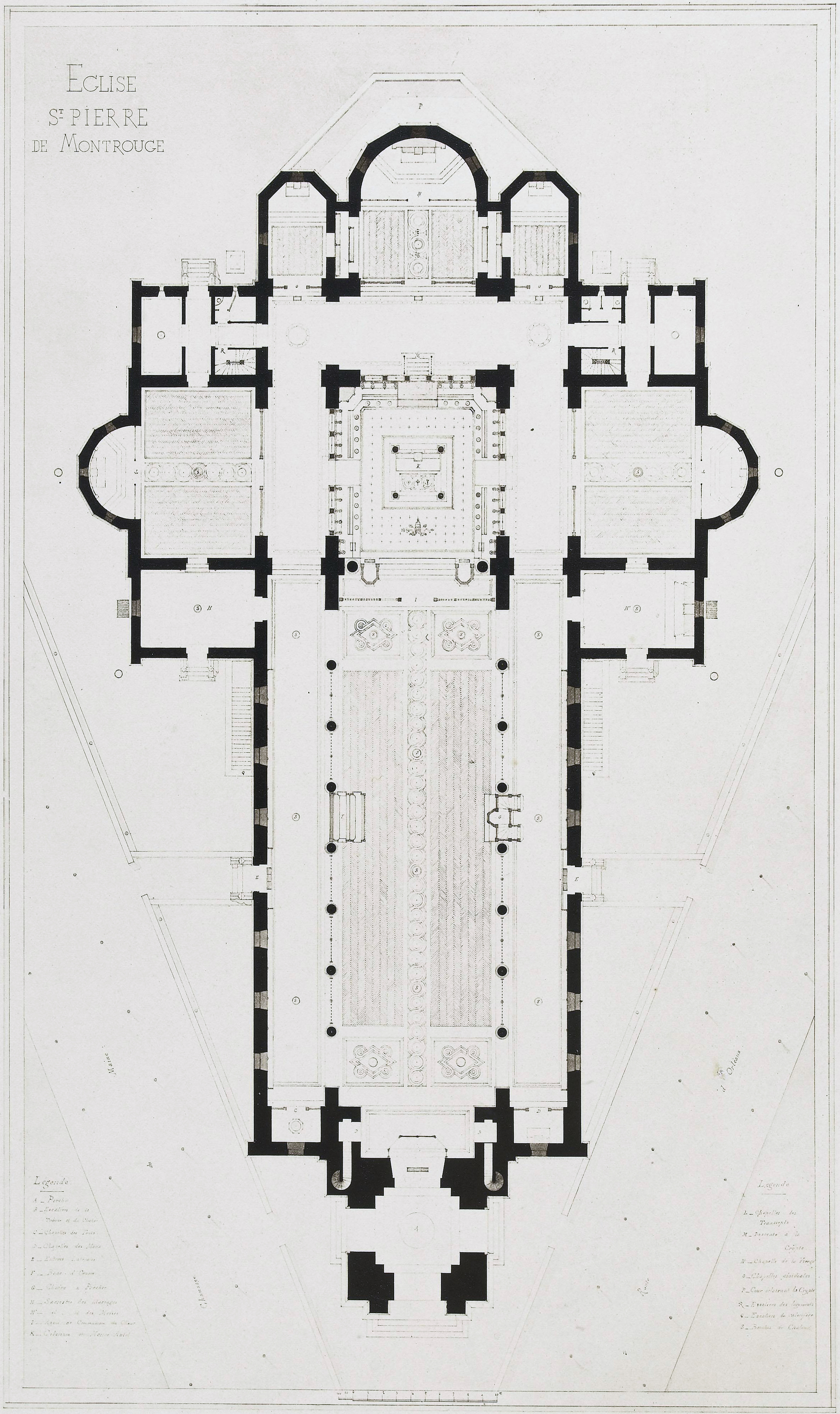
Pianta

La chiesa, opera di Émile Vaudremer, ha pianta a croce latina; essa sorge su un terreno di forma triangolare, delimitato da avenue du Maine e da avenue du Général-Leclerc, con l'ingresso principale, in corrispondenza del vertice di detto triangolo, su place Victor-et-Hélène-Basch, in una posizione analoga a quella della chiesa di Saint-Augustin, dettata dalle irregolarità della ristrutturazione hausmanniana. L'asse longitudinale dell'edificio corrisponde con la bisettrice del triangolo.
La chiesa venne realizzata secondo i canoni del razionalismo strutturale enunciati da Eugène Viollet-le-Duc, con l'impiego esclusivo di pietra e legno come materiali di costruzione, e la struttura interna chiaramente leggibile anche all'esterno. Lo stile architettonico è eclettico, frutto di una sintesi personale di Vaudremer nella quale vi è una predominanza di neoromanico, coniugato a chiari riferimenti all'architettura normanna in Sicilia, visibili in particolare nella pianta basilicale, nella conformazione della crociera (analoga a quella della cattedrale di Monreale), nell'assenza di volte in muratura (sostituite da capriate lignee e cassettonature policrome), e nelle reminiscenze dell'arte paleocristiana e bizantina negli arredi e nelle decorazioni (nello specifico, per i dipinti dei catini absidali l'architetto si rifece al Cristo Pantocratore della cattedrale della Trasfigurazione a Cefalù). Émile Vaudremer non si limitò a disegnare l'edificio, ma elaborò anche l'intero apparato decorativo, scegliendone personalmente gli esecutori.
Numerose affinità stilistiche intercorrono tra la chiesa parigina e quella di Saint-Michel a Lilla, edificata su progetto di Alfred Coisel tra il 1868 e il 1874, nella quale però vi è un forte influsso rinascimentale, oltre a essere presente una cupola al di sopra della crociera.
Le principali misure della chiesa sono le seguenti:
| Parametro                     | Misura    |
| ----------------------------- | --------- |
| Lunghezza                     | 85 m      |
| Larghezza                     | 47 m      |
| Diametro dell'abside centrale | 8 m       |
| Altezza del campanile         | 54 o 58 m |
| Altezza della navata centrale | 20 m      |
| Altezza della crociera        | 30 m      |

### Esterno

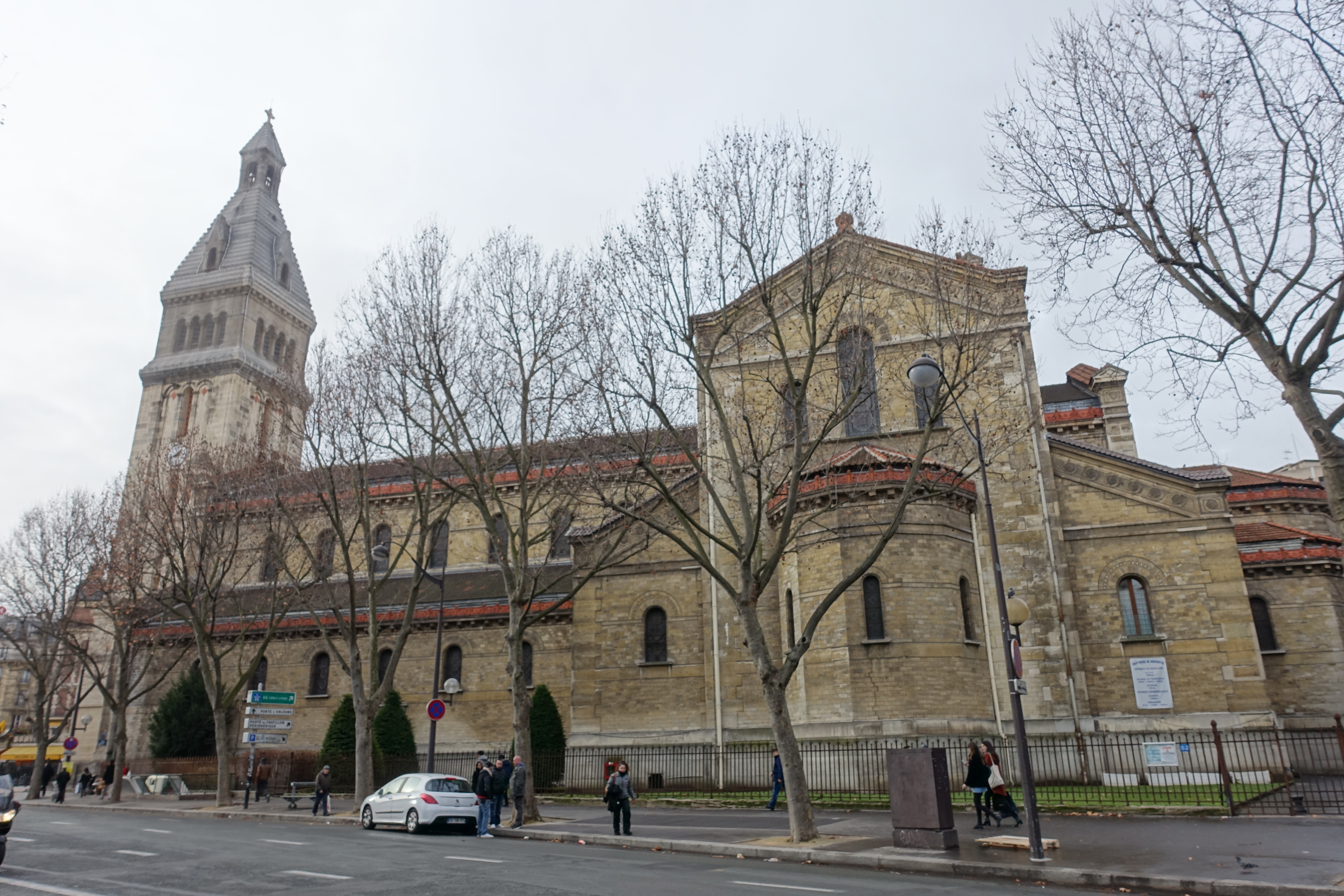
Fiancata destra e campanile

La chiesa è priva di facciata in quanto al centro del prospetto principale è posta la torre campanaria, ispirata a quella della chiesa di Saint-Germain-des-Prés a Parigi (X-XI secolo) e posta in tale posizione per sfruttare al meglio l'anomala conformazione triangolare del terreno destinato all'edificio. Il campanile è a base quadrangolare ed è affiancato da due torri arretrate, alte quanto la navata centrale e caratterizzate da un coronamento a lanterna ottagonale. Le quattro facce della torre principale presentano tre slanciati archi ciechi dei quali solo quello centrale presenta delle finestre e i quadranti dell'orologio. La cella campanaria si apre su ogni lato con una quadrifora su colonnine, separata dall'ordine inferiore da un cornicione aggettante, e presenta una slanciata copertura in pietra di Saint-Leu-la-Forêt, costituita da una cuspide piramidale con un abbaino con coronamento triangolare su ogni lato, e lanterna anch'essa a base quadrata sormontata da una croce in pietra.
Alla base del campanile vi è un portico ad unica campata che si apre su tre lati con archi a sesto acuto; quello sulla fronte anteriore della torre è sormontato da un timpano triangolare con un finto loggiato sorretto da cinque pilastrini con i capitelli scolpiti. Il portale presenta un architrave scolpito a bassorilievo con elementi vegetali ed una lunetta con un dipinto su vetro smaltato raffigurante San Pietro, opera di Joseph Devers (1869).
Le fiancate presentano un paramento murario in blocchi di pietra squadrata e teorie di ampie monofore che danno luce all'interno; a metà delle navate laterali si aprono due portali rettangolari, con cornice scolpita; caratteristiche sono le grondaie in terracotta, che corrono sopra i cornicioni retti da piccole mensole. Le due facciate del transetto sono a salienti e in basso, al centro, recano ciascuna un'absidiola poligonale.

### Interno

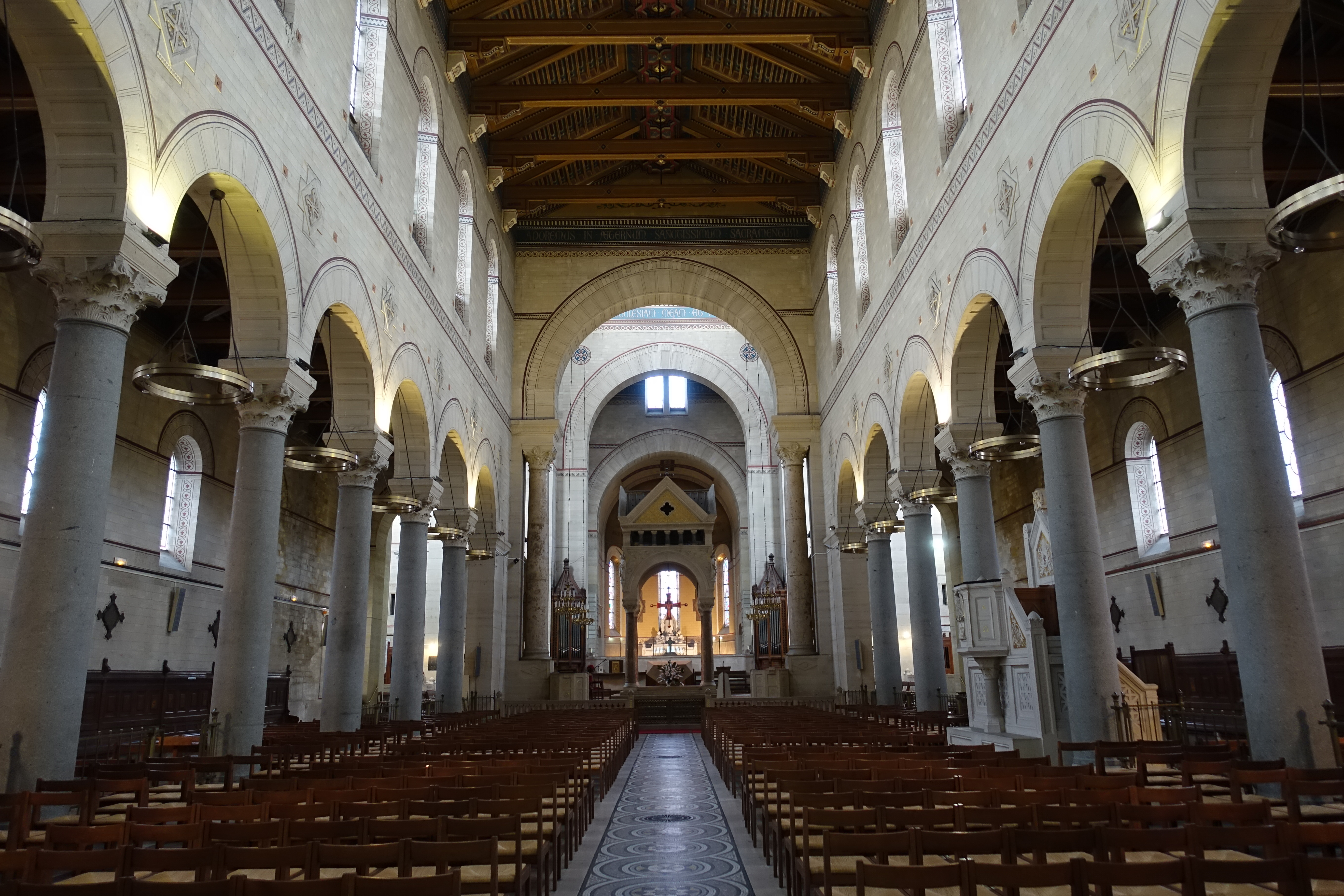
Interno

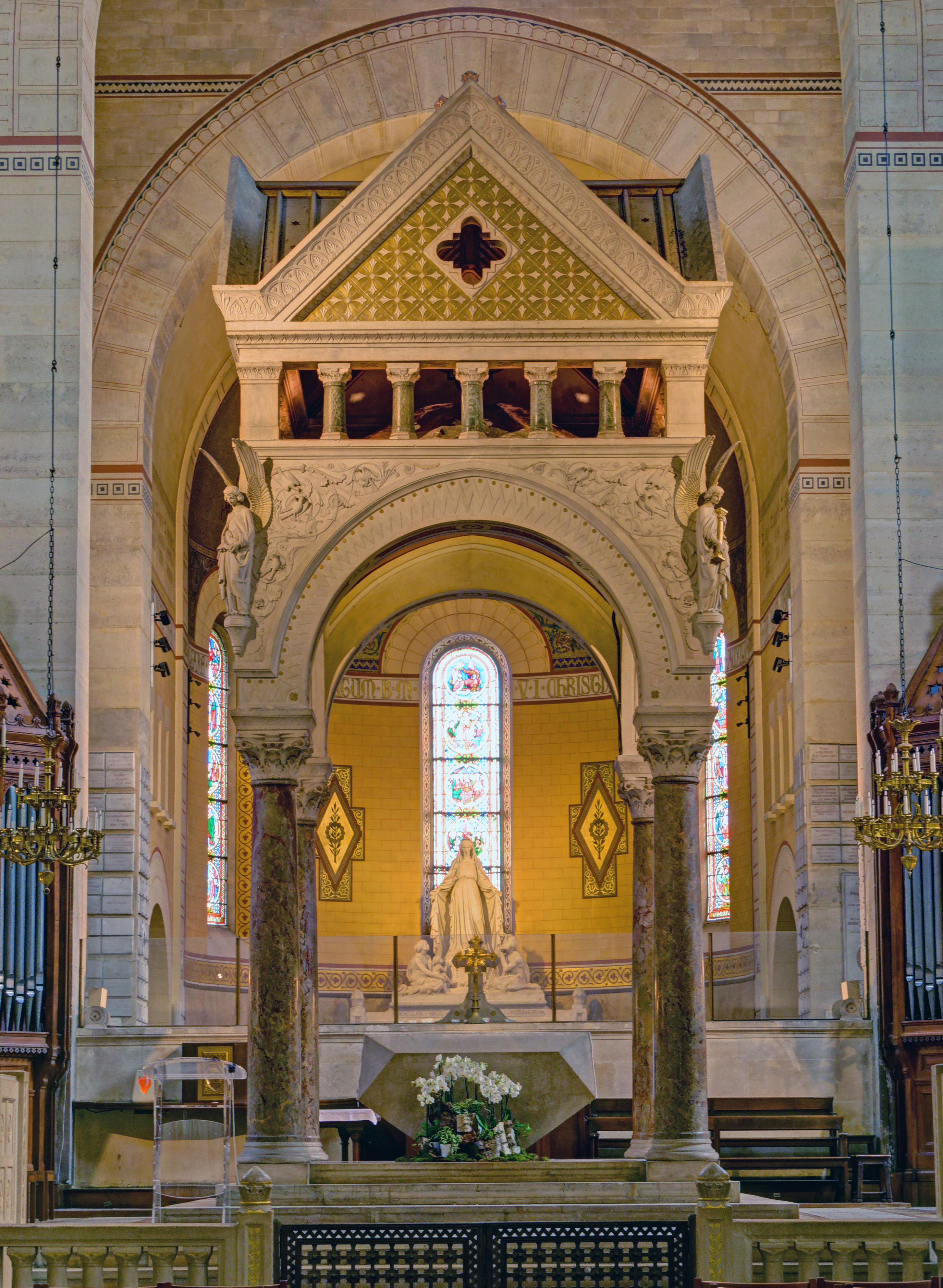
Ciborio

Il piedicroce è diviso in tre navate (delle quali quella centrale più ampia rispetto alle due laterali) da due serie di otto archi a tutto sesto sorretti da colonne in granito Vire con capitelli scolpiti in calcare luteziano; le pareti sono con le pietre a vista, mentre il pavimento, dell'italiano Giandomenico Facchina, è in graniglia di marmo e mosaico ed è ornato da motivi geometrici e cosmateschi. Sotto la quarta arcata di destra vi è il pulpito in pietra con specchiature dorate ed elementi decorativi a bassorilievo, ispirato agli amboni paleocristiani con doppia rampa assiale. All'inizio di ciascuna delle due navate laterali è ricavata una cappella quadrangolare delimitata da una balaustra marmorea: quella di sinistra è adibita a battistero, con grande crocifisso bronzeo di Étienne Montagny (1870) mentre quella di destra ospita una copia di Henri-Charles Maniglier della duecentesca statua di san Pietro in cattedra di Arnolfo di Cambio (1875). Delle vetrate delle navate, quelle a grisaille furono realizzate dall'Atelier Lauren-Gsell nel 1872, quelle figurative invece dall'Atelier Janiaud nel 1947-1948.
Il transetto ha la medesima altezza della navata centrale e si articola in due sezioni ai lati della crociera che invece è più alta ed è delimitata su ciascuno dei quattro lati da un ampio arco a tutto sesto poggiante su pilastri (solo quello verso la navata centrale poggia su due colonne); la parte superiore di quest'ultimo ambiente è illuminato da una serie di monofore ed ornato da pitture che ricalcano le membrature architettoniche. Nelle due testate della navata traversa si aprono altrettante absidiole dedicate al Sacro Cuore di Gesù (a sinistra) e a san Giuseppe (a destra), con il catino affrescato da Alfred-Eugène Capelle nel 1869 rispettivamente con San Giovanni evangelista e San Giuseppe. La crociera è interamente occupata dal presbiterio, rialzato di quattro gradini rispetto al piedicroce per la presenza della sottostante cripta, e delimitato da una balaustra marmorea sorretta da colonnine; al di sotto dell'arco trionfale vi sono due amboni poligonali marmorei ornati a bassorilievo, mentre al centro trova luogo il moderno altare maggiore sormontato da una croce pensile smaltata, opera di Jean-Paul Froidevaux (1970) e dal ciborio in pietra di Tercé, realizzato da Henri-Charles Maniglier (1869). Quest'ultimo è sorretto da quattro colonne e presenta su ciascun lato un arco a tutto sesto circondato da bassorilievi vegetali, un loggiato sorretto da cinque colonnine e un timpano triangolare dorato con al centro un'apertura a forma di quadrilobo; agli angoli, quattro Angeli con gli strumenti della Passione (rispettivamente: colonna della flagellazione, corona di spine, chiodi e spugna, croce); la copertura esterna è costituita dall'intersezione di quattro spioventi, mentre quella interna da una cupoletta dipinta.
L'abside centrale, preceduta dal prolungamento della navata oltre il transetto, costituisce la cappella assiale dedicata alla Vergine Maria. Sull'altare vi è un gruppo scultoreo in marmo raffigurante la Madonna Ausiliatrice, di Edmond-Victor Leharivel-Durocher (1872), autore anche del bassorilievo con la Natività di Gesù che ne orna il paliotto; nel catino, affresco su fondo oro del Cristo Pantocratore, realizzato del pittore Barillier nel 1930 riprendendo quello originario deteriorato di Alfred-Eugène Capelle del 1869. Delle vetrate policrome originali realizzate da Eugène Oudinot nel 1869, solo quelle dell'abside sono figurative e non a grisaille come nel resto dell'edificio: in quella di sinistra vi sono Scene della vita della Vergine, in quella di destra Scene della Passione di Gesù, mentre nella centrale l'Assunzione di Maria (a sinistra), la Vergine in gloria (al centro) e l'Incoronazione di Maria (a destra). L'abside centrale è affiancata da due più piccole poligonali, poste al termine delle navate laterali, ciascuna con proprio altare in pietra.

### Organi a canne

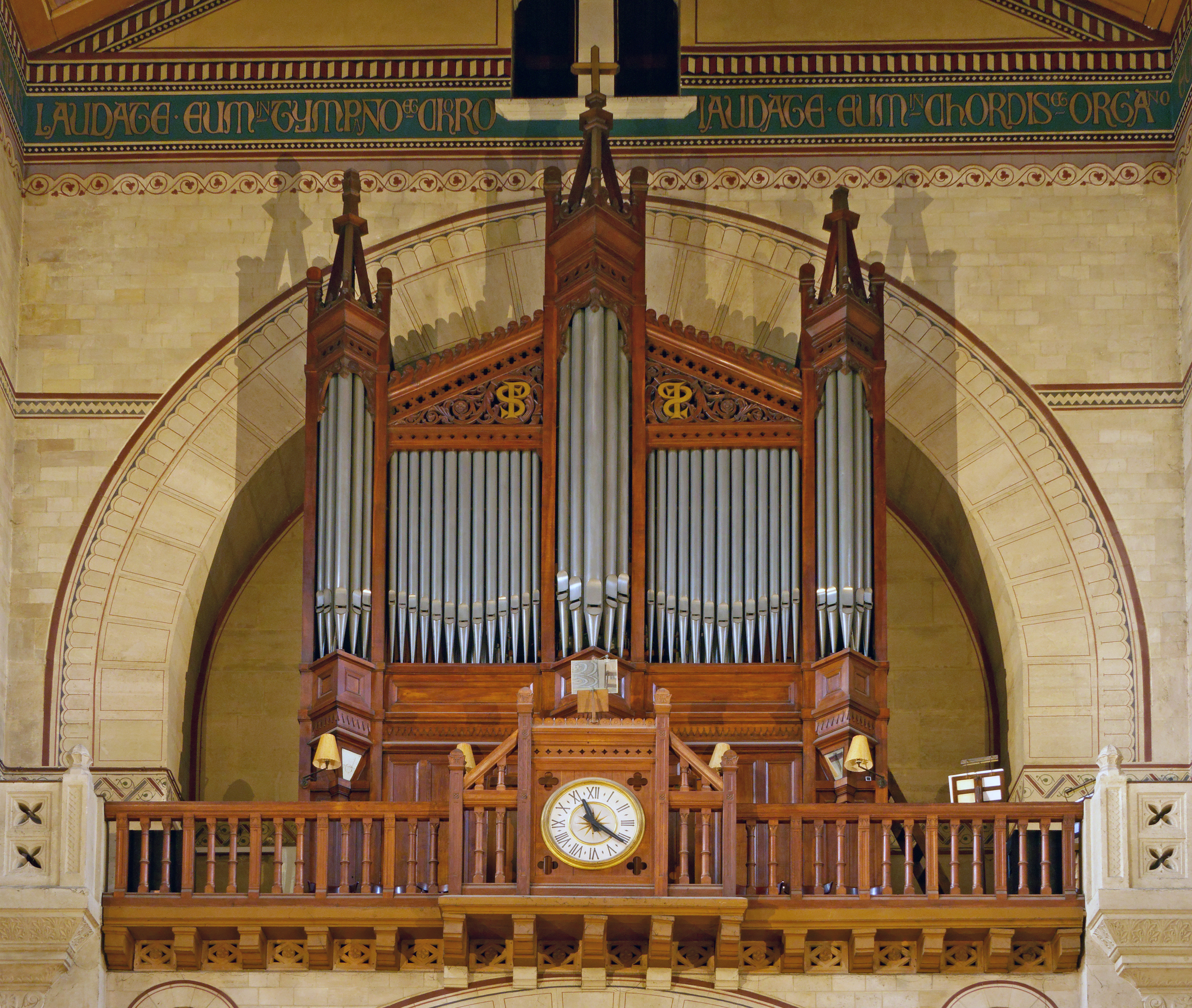
L'organo maggiore

Nella chiesa si trovano due organi a canne.
L'organo maggiore si trova sulla cantoria in controfacciata, impostata su un ampio arco a tutto sesto. Venne costruito da Charles Spackman Barker nel 1868 e fu, dopo quello principale della chiesa di Sant'Agostino (costruito anch'esso da Barker nello stesso anno), in ordine cronologico il secondo della città ad essere a trasmissione elettrica; notevolmente danneggiato durante la Comune del 1871, fu ricostruito da Joseph Merklin nel 1891-1892 che installò il sistema di trasmissione elettro-pneumatico della ditta statunitense Schmœle & Mols della quale era concessionario in Francia; venne restaurato e modificato da Gutschenritter più volte nella prima metà del XX secolo (e inaugurato da Louis Vierne dopo gli interventi del 1921 e del 1935), mentre nel 1950-1951 la ditta Beuchet-Debierre lo rinnovò in chiave neobarocca e ripristinò la trasmissione puramente elettrica; nuovi interventi sono stati condotti da Picaud (1961), Sebire (1978) e Léon (2015). Tra gli organisti titolari che si sono susseguiti nel corso degli anni vi sono stati Henri Mulet (1897-1901), Jean Langlais (1934-1945) e Jean-Jacques Grunenwald (1955-1972). Lo strumento è interamente racchiuso entro una cassa lignea in stile con la chiesa; il prospetto, costituito da canne con bocche a scudo, si articola in due campate piane e tre tourelles, quest'ultime sormontate ciascuna da una cuspide triangolare. La consolle è anch'essa posizionata in cantoria, rivolta verso la navata, e dispone di tre tastiere e pedaliera, con i registri azionati da placchette disposte su più fine ai lati dei manuali. L'organo dispone di 43 registri.
Un secondo strumento si trova nella crociera e si articola in due corpi simmetrici posti a pavimento, a ridosso dei pilastri ai lati dell'arco rivolto verso l'abside. Fu costruito da Jean-Baptiste Stoltz nel 1868 e più volte modificato (rispettivamente da Mutin nel 1900, da Gutschenritter nel 1926 e da Beuchet-Debierre nel 1956); è a trasmissione elettrica ed ha 13 registri. La consolle, indipendente, è posta al centro tra i due corpi ed ha due tastiere e pedaliera.

## Galleria d'immagini

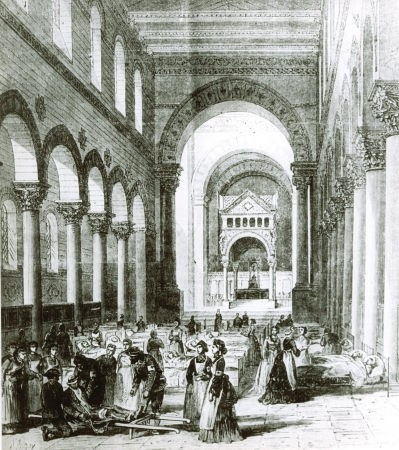
La chiesa adibita ad ospedale nel 1870
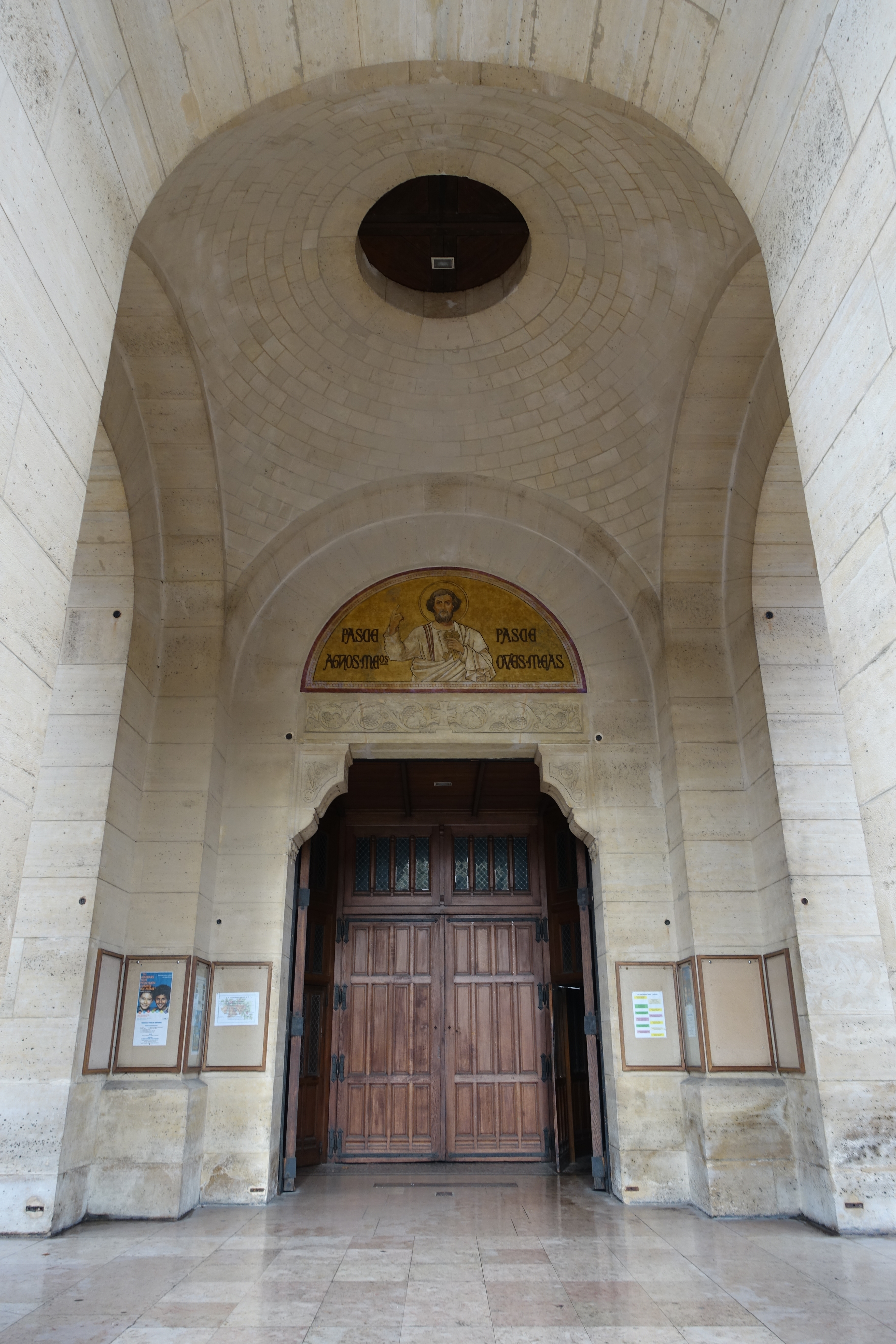
Portale
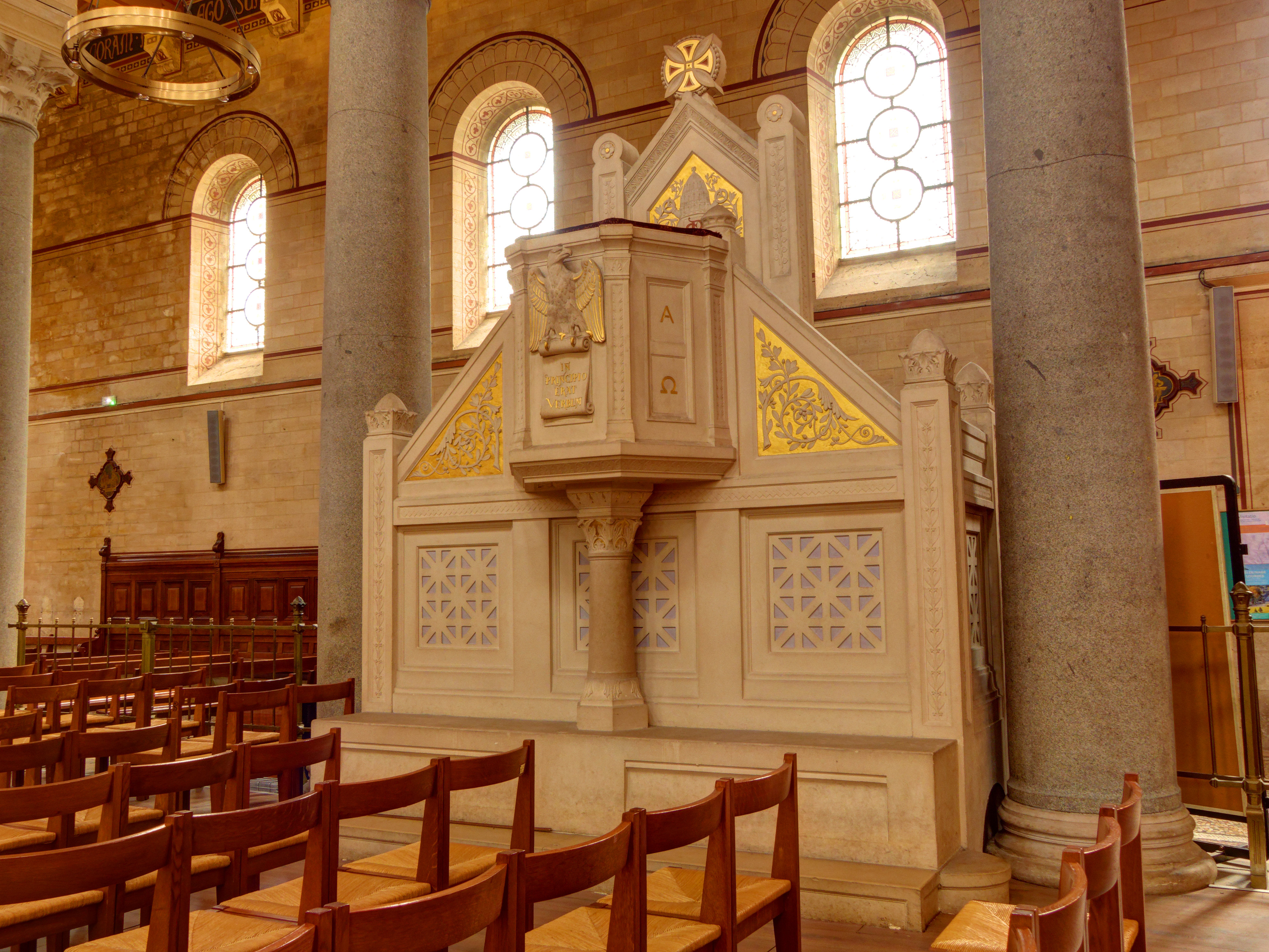
Pulpito
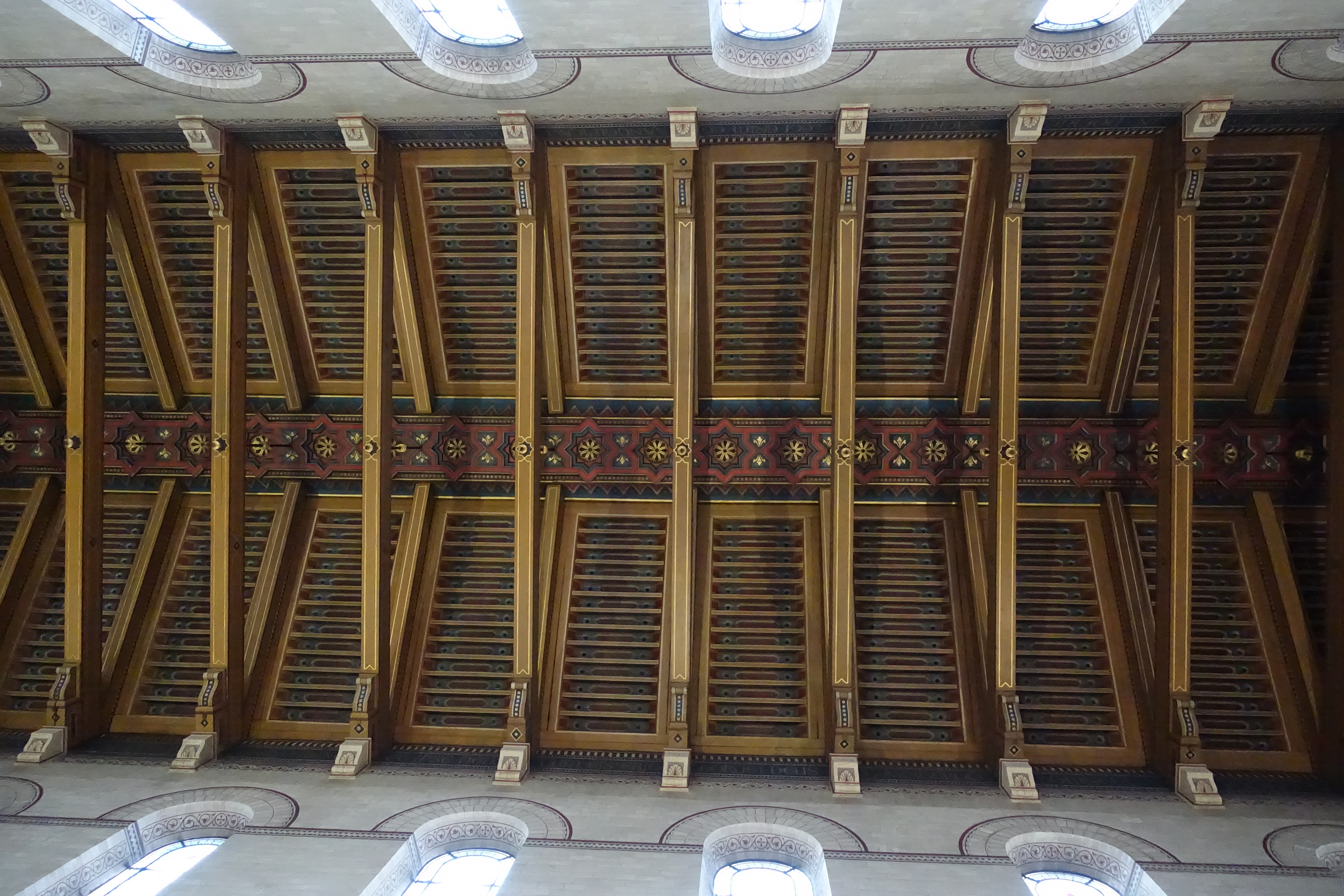
Soffitto della navata
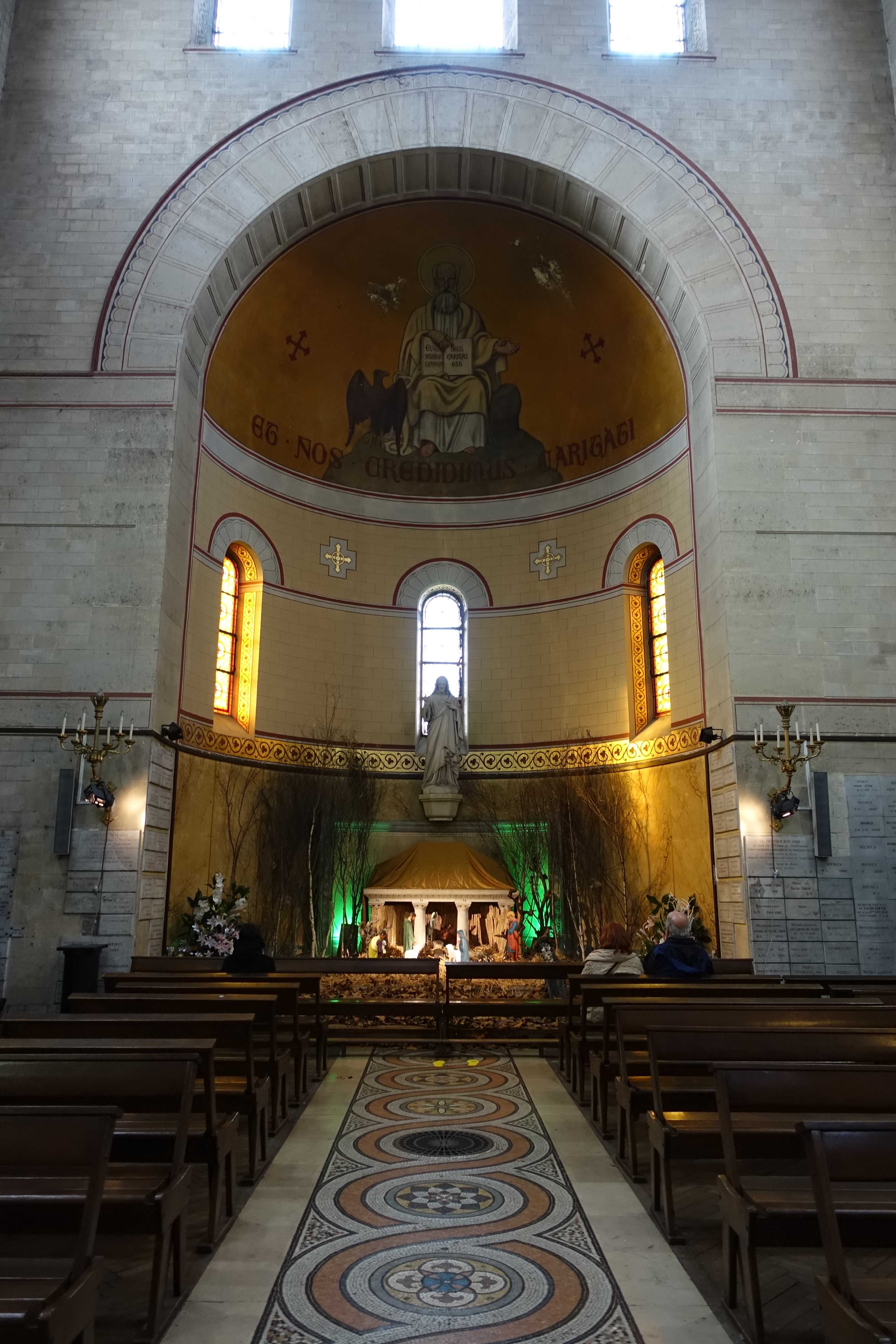
Cappella del Sacro Cuore
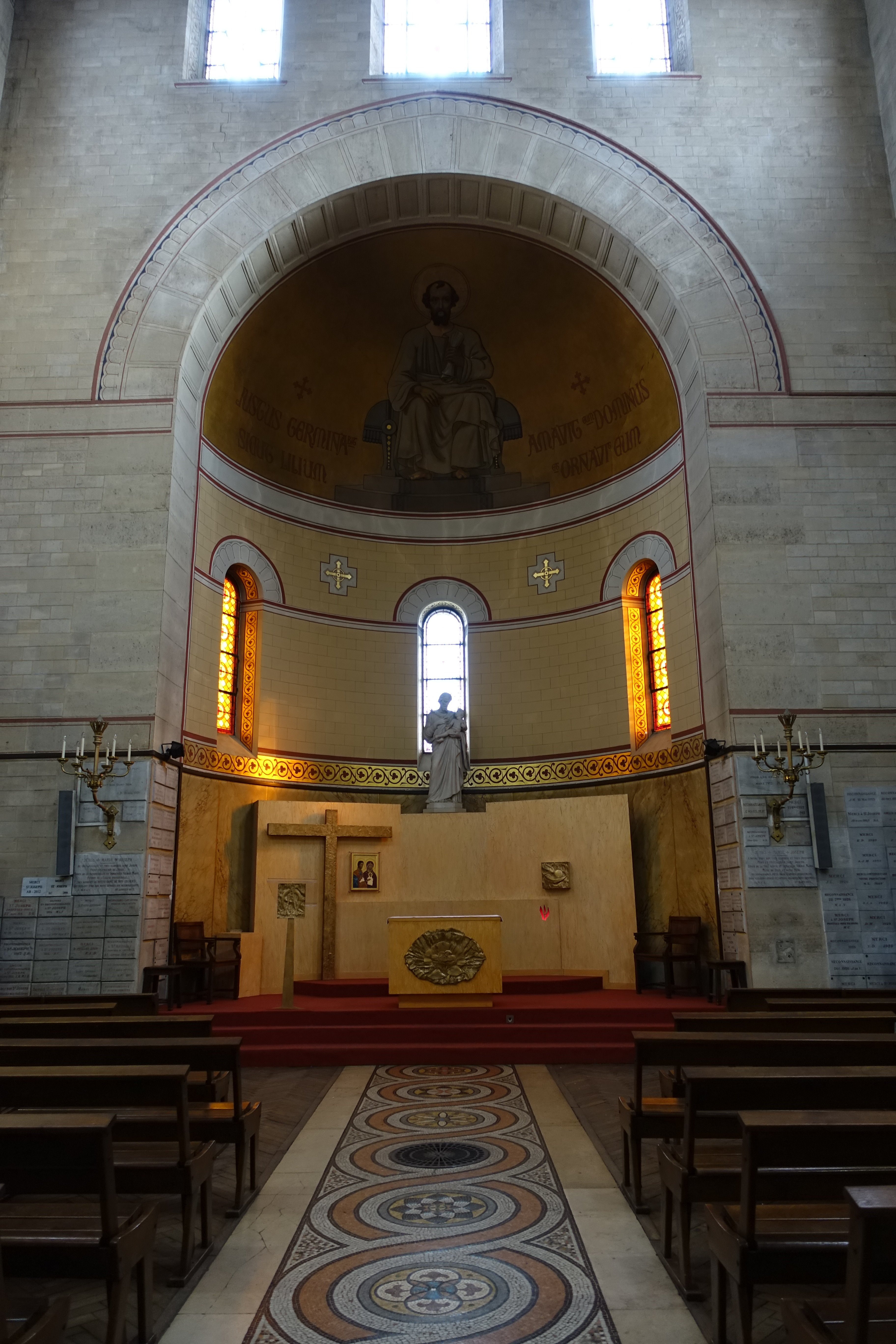
Cappella di San Giuseppe
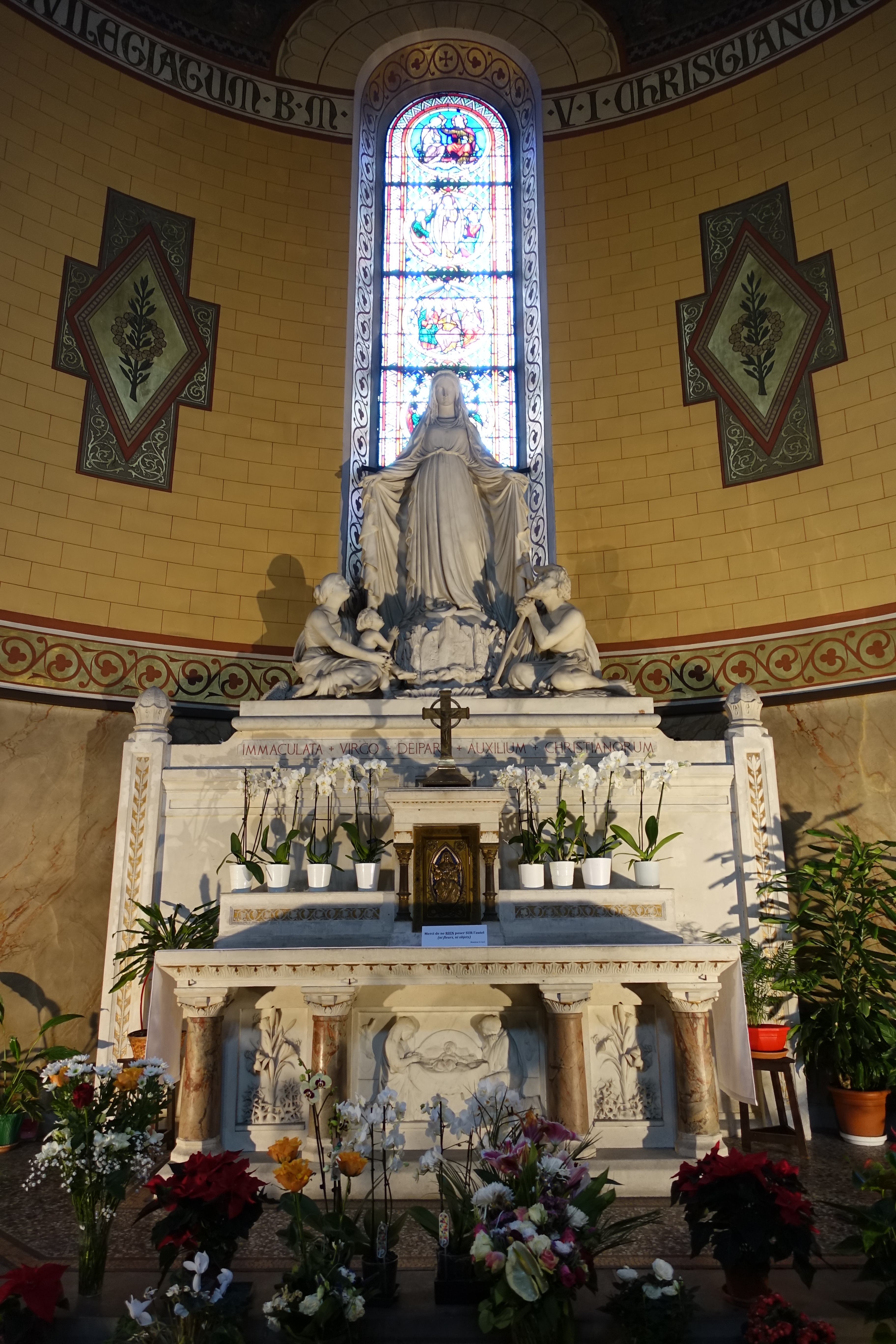
Altare della Vergine
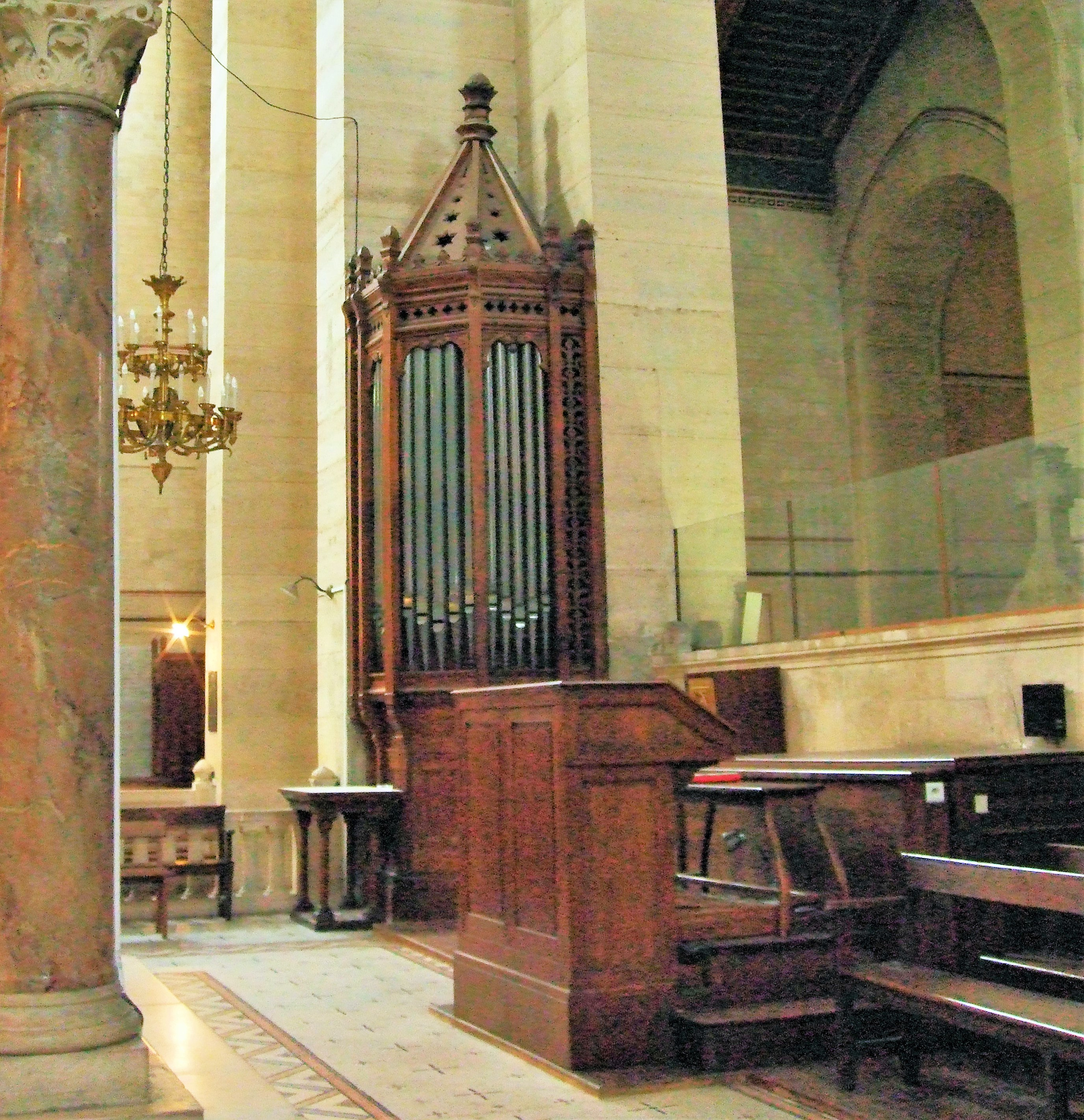
Corpo sinistro e consolle dell'organo del coro